# Arcobara multilineata
Arcobara multilineata là một loài bướm đêm trong họ Geometridae.